# Cidades Mortas (Síria)
As Cidades Mortas são um grupo de 700 povoados abandonados no noroeste da Síria entre Alepo e Hama. Datam de antes do quinto século DC e contêm muitos remanescentes da arquitetura cristã bizantina. As Cidades Mortas importantes incluem Qal'at Sim'an, Serjilla e Bara. As Cidades Mortas estão situadas em uma região elevada de pedra calcária conhecida como Maciço de Belus. Espalham-se sobre um território de aproximadamente 40 km de largura por 140 km de comprimento.
Chris Wickham, em seu pormenorizado estudo do mundo pós-romano, 'Framing the Early Middle Ages (2006) defende a ideia de que estes povoados habitados por camponeses prósperos tinham poucas características especificamente urbanas.
O grande número de inscrições encontradas indica que seus habitantes constituíam uma comunidade bilíngue, que utilizava o grego, então língua franca do mediterrâneo oriental, para assuntos religiosos e administrativos e o aramaico nas relações familiares e comerciais locais.
Os exemplos impressionantes da sua arquitetura doméstica são o resultado de uma economia beneficiada por um importante comércio internacional com base no azeite de oliva ao término de Antiguidade.
Outros defendem que sua prosperidade estava ligada à proximidade de importantes rotas de comércio.  Quando a área foi conquistada pelos árabes, estas rotas  mudaram e as cidades perderam a maior parte dos negócios de que suas economias dependiam.
Os colonos acabaram abandonado suas cidades e migrando para as poucas grandes cidades que agora floresciam sob domínio dos árabes.
A maioria das cidades mortas está muito bem preservada e os turistas podem aceder aos locais com bastante liberdade apesar das contínuas escavações arqueológicas e eventuais trabalhos de restauração. Algumas das Cidades Mortas, entretanto, são bastante difíceis de alcançar sem auxílio de um guia.

## Sítios arqueológicos

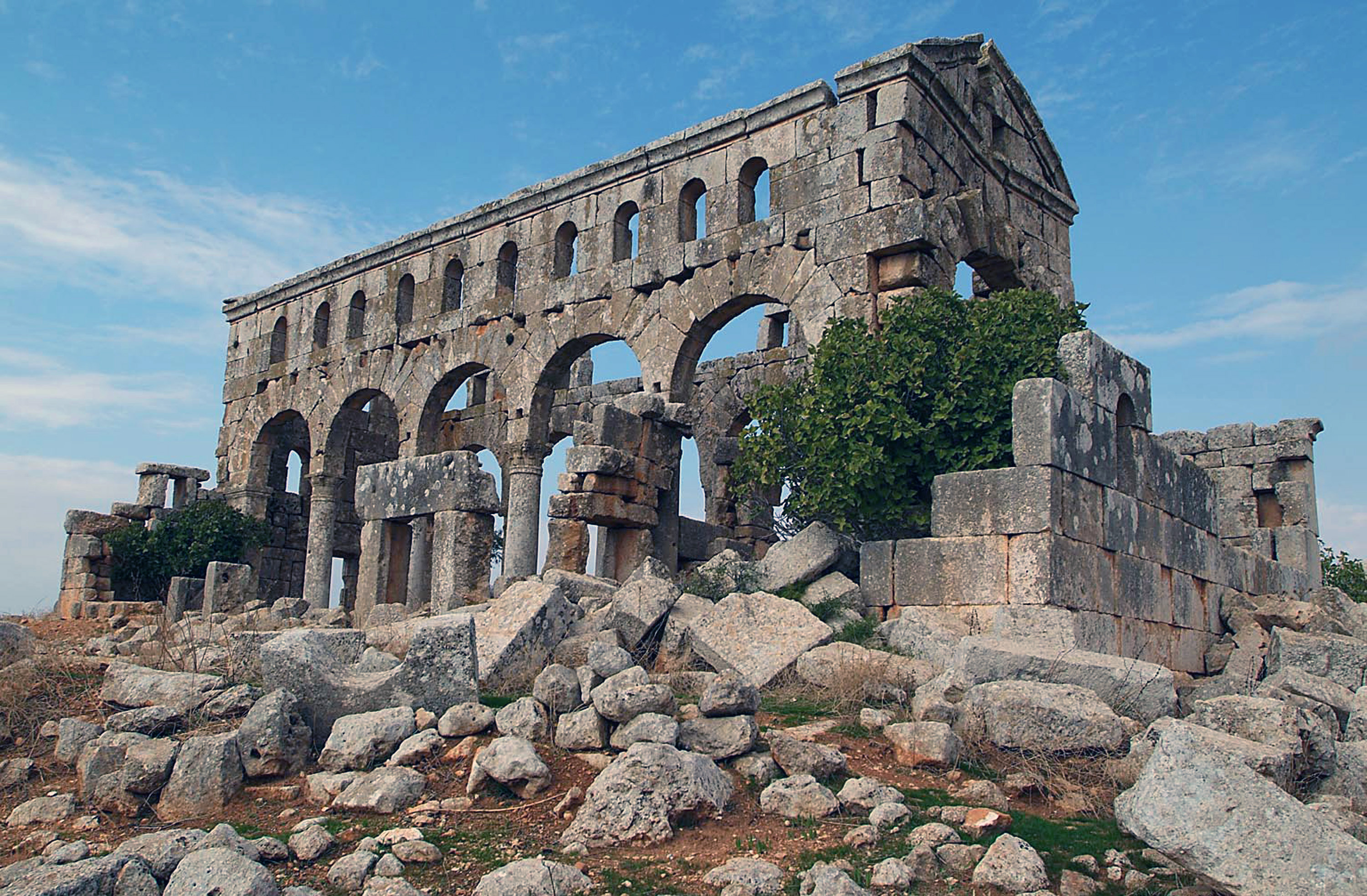
Kharab Shams Basílica

Os principais sítios arqueológicos nos Monte Simeon e Monte Kurd incluem:
- Basílica de Kharab Shams, uma das estruturas cristãs mais antigas e mais bem preservadas do século IV d.C. no Levante.[2] A igreja bizantina está localizada a 21 km a noroeste de Aleppo.

- O Castelo de Kalota e duas igrejas localizadas a 20 km a noroeste de Aleppo. O castelo foi originalmente construído como um templo romano no século II d.C. No século V, depois da região se converter ao cristianismo, o templo foi transformado em uma basílica.[3] Como resultado das guerras entre os hamadânidas e o Império Bizantino durante o século X, ela foi transformada em um castelo.[4] As duas igrejas estão bem preservadas e localizadas perto do castelo: a Igreja Oriental construída em 492 e a Igreja Ocidente do século VI.

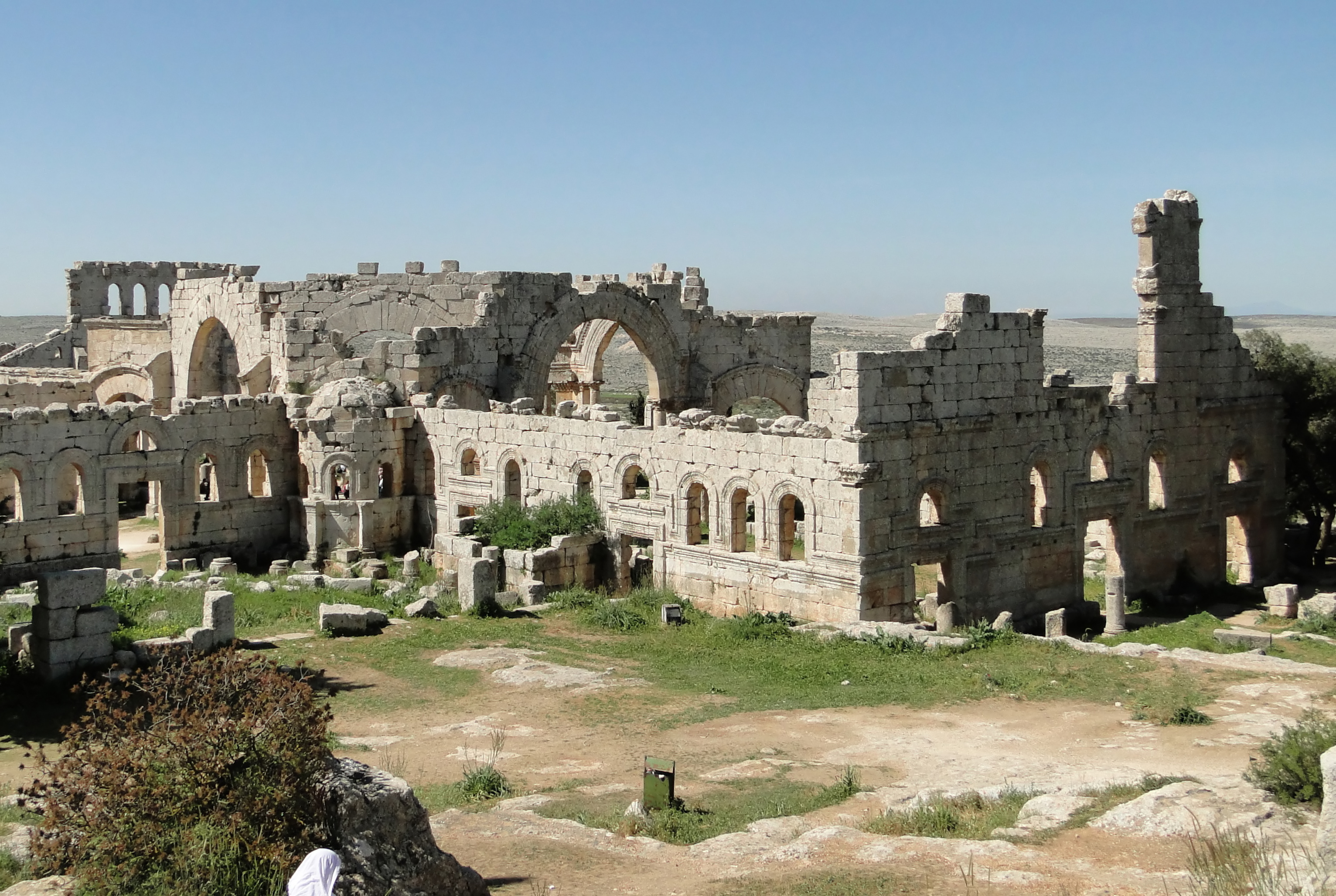
Igreja de São Simeão Estilita

- Igreja de São Simeão Estilita (Deir Semaan), é um dos monumentos mais célebres eclesiásticos na Síria e entre as mais antigas igrejas cristãs no mundo. Está localizada cerca de 35 km a noroeste de Aleppo.[5]

- Basílica de Fafertin, uma igreja romana meio arruinada datada de 372 dC; ela está localizada a 22 km a noroeste de Aleppo. Segundo o historiador Aleppine Abdallah Hajjar, a basílica está entre as mais antigas igrejas do mundo.[6]